# Ярштедт
Ярштедт (нем. Jahrstedt) — община в Германии, в земле Саксония-Анхальт. 
Входит в состав района Зальцведель. Подчиняется управлению Клётце.  Население составляет 573 человека (на 31 декабря 2023 года). Занимает площадь 20,39 км².